# Ханен, Фредерик де
Фредерик де Ханен (нидерл. Frédéric de Haenen; 1853, Утрехт — 1 июня 1929, Иль-де-Бреа) — французский художник и иллюстратор нидерландского происхождения, особенно известный своими реалистичными зарисовками, сделанными в императорской России.

## Биография
Фредерик де Ханен много путешествовал, посетил в частности Центральную Африку и Россию. Более 30 лет в Париже руководил журналом «L’Illustration» (1888—1923). В 1908 году переехал в Великобританию, где до 1918 года для журнала «The Graphic» работал корреспондентом в Африке. Также сотрудничал с «The Illustrated London News».
После Первой мировой войны Ханен вернулся во Францию и поселился на бретонском острове Бреа, где построил небольшой причудливый замок «Krec’h Gwen» (с бретонского «Белая земля»). Здесь он прожил до конца своих дней, нарисовав много сцен из увиденного им прежде. Похоронен на местном кладбище.

## Российская империяна рисунках Фредерика де Ханена

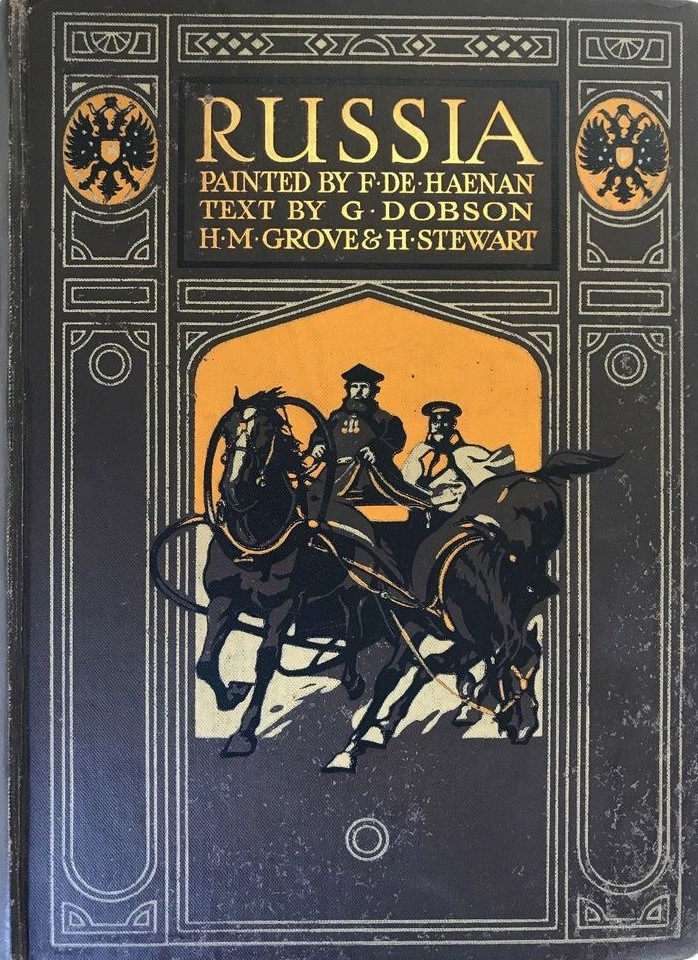
Книга «Россия» с иллюстрациями Ханена, 1913 год
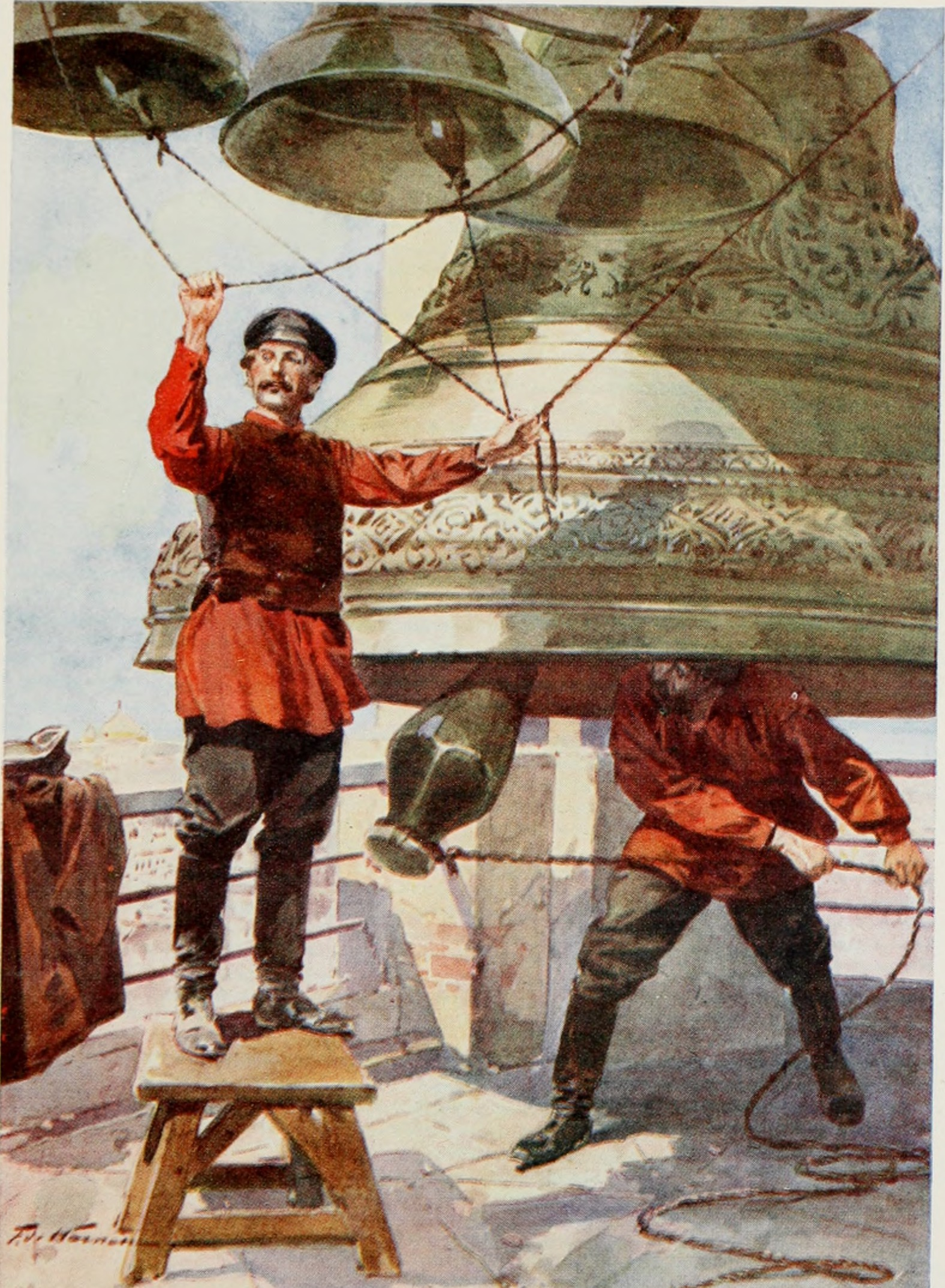
Звонари
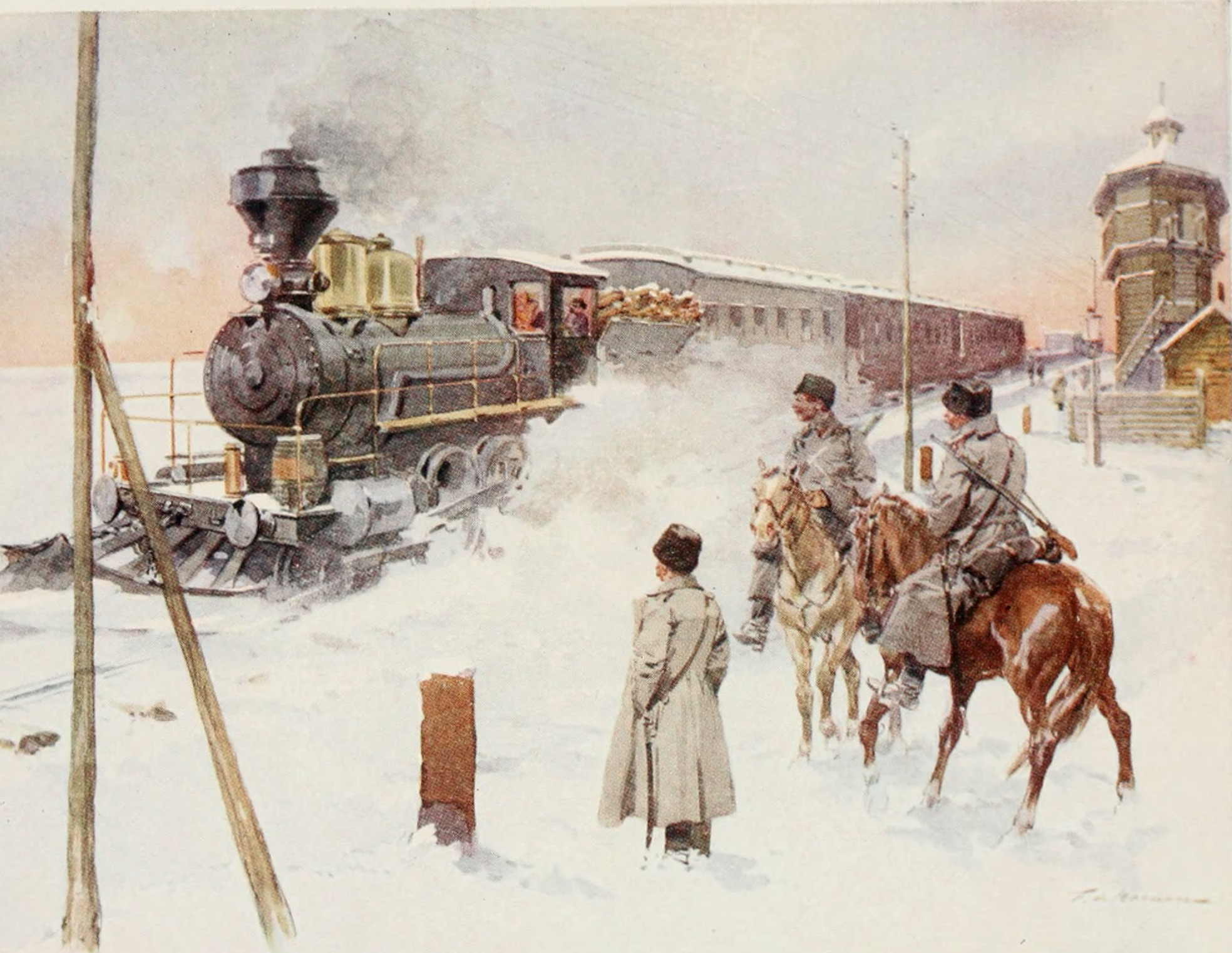
Транссибирская магистраль
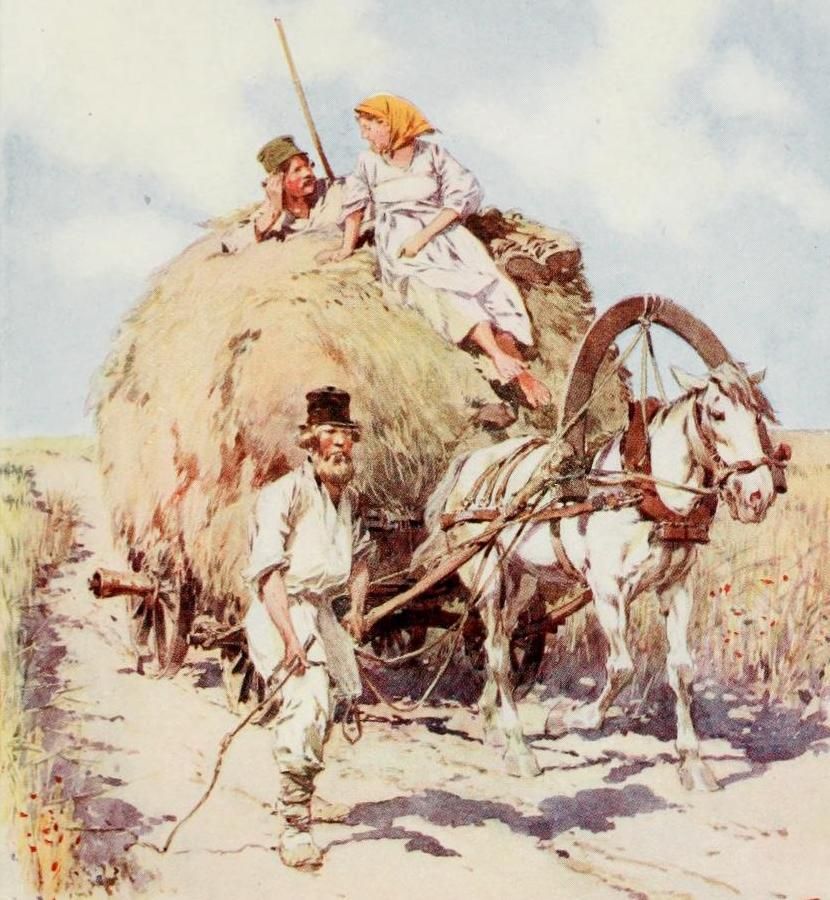
Летний день в деревне
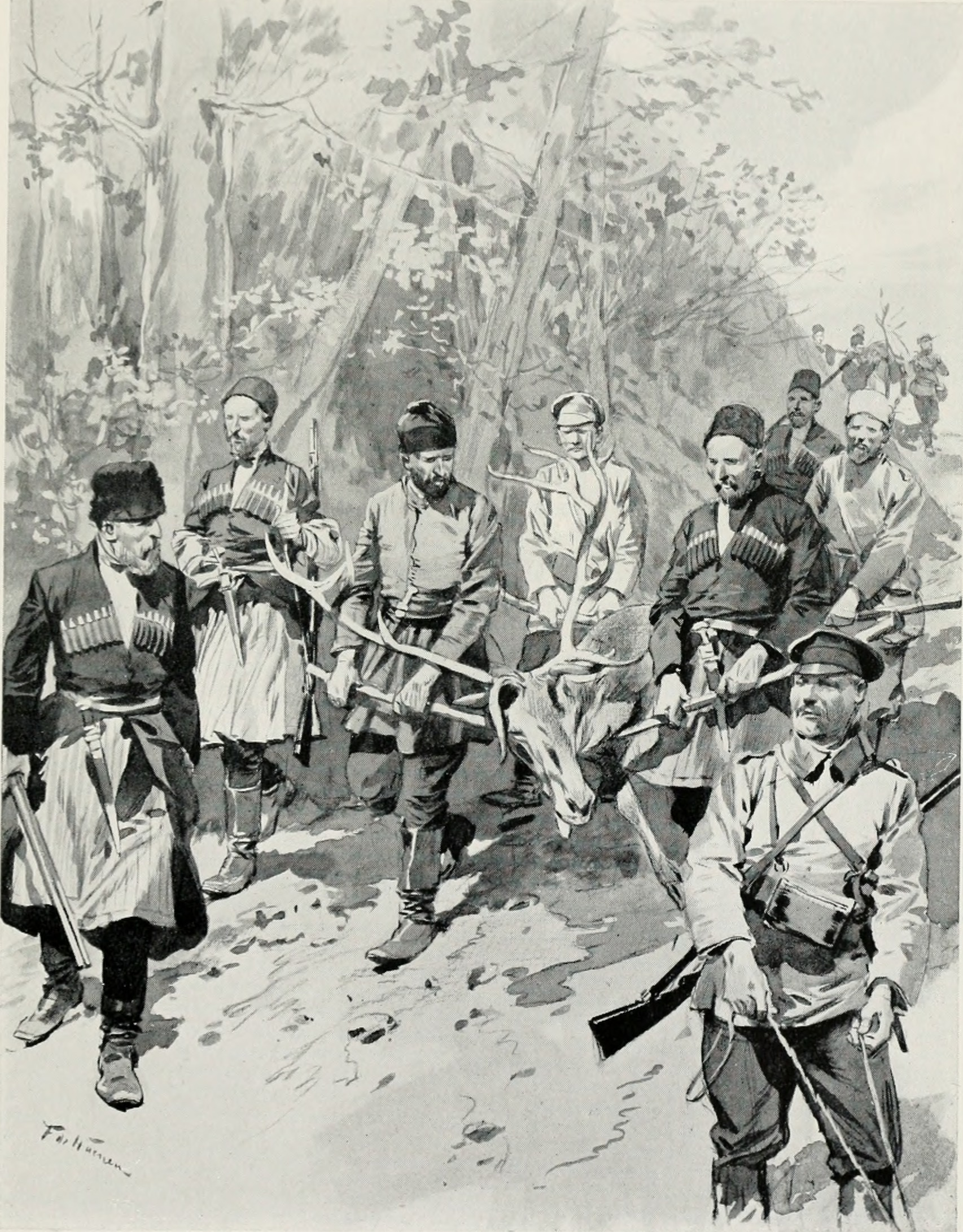
Возвращение с охоты на Кавказе
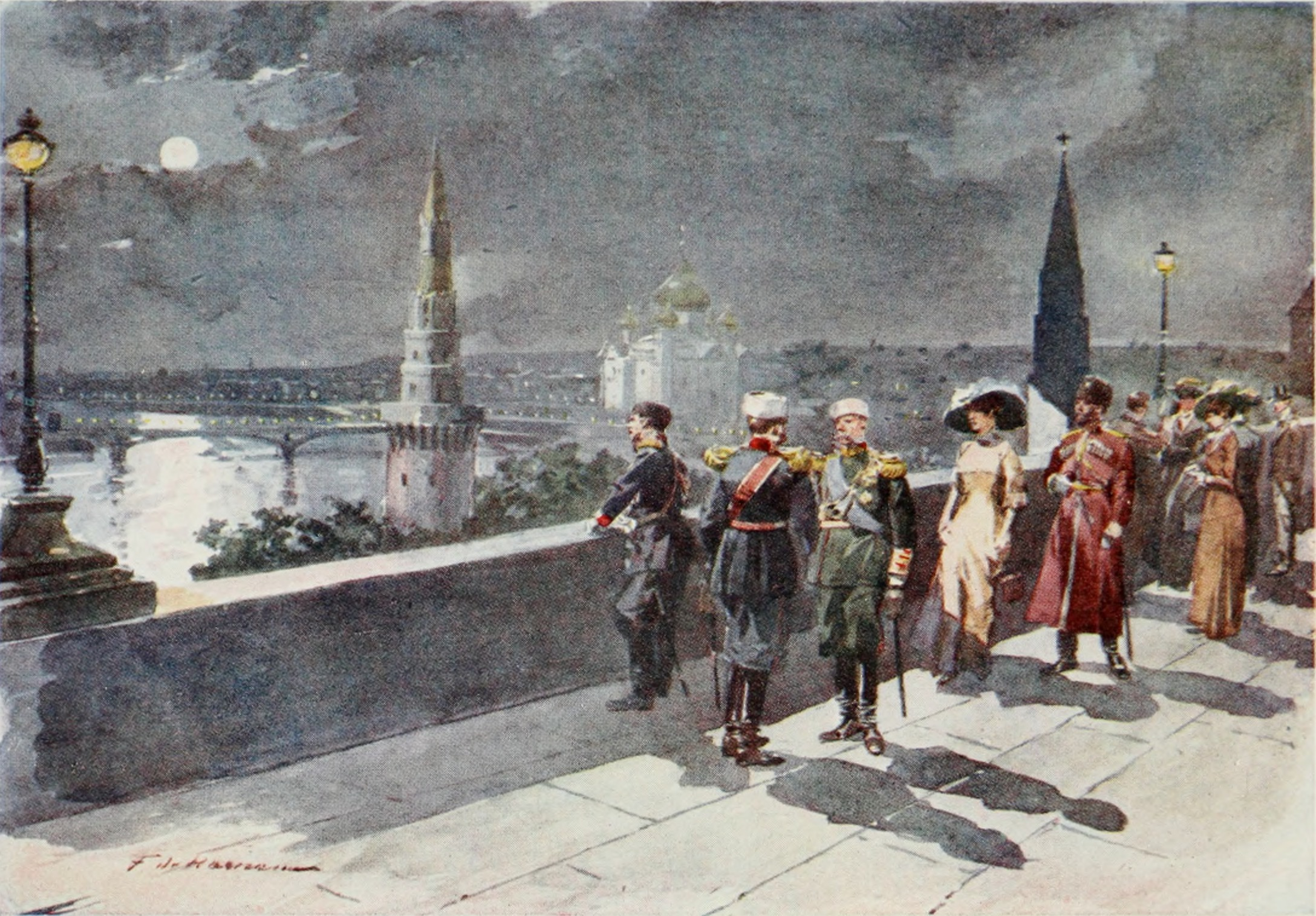
Терраса в Кремле
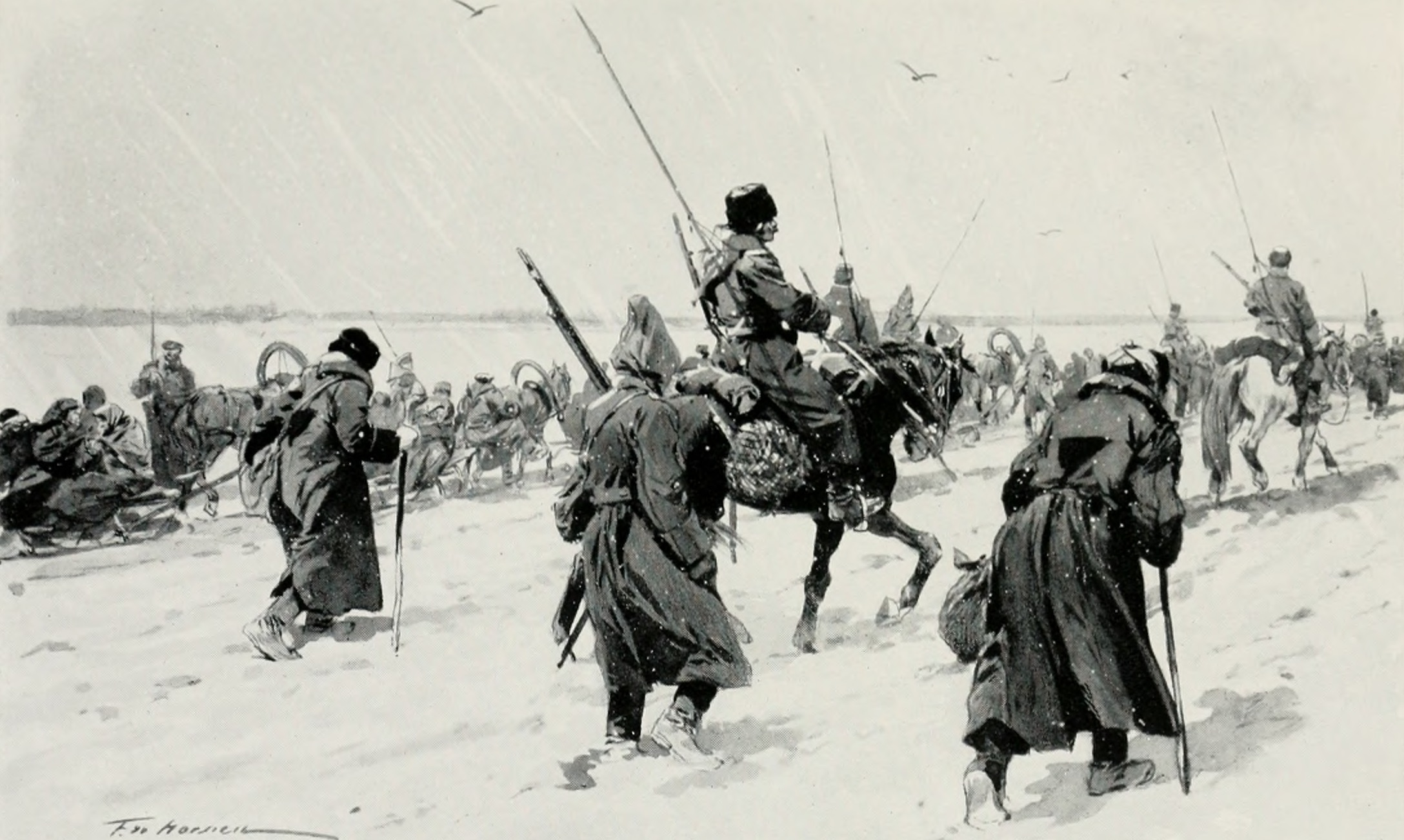
Конвоирование заключённых
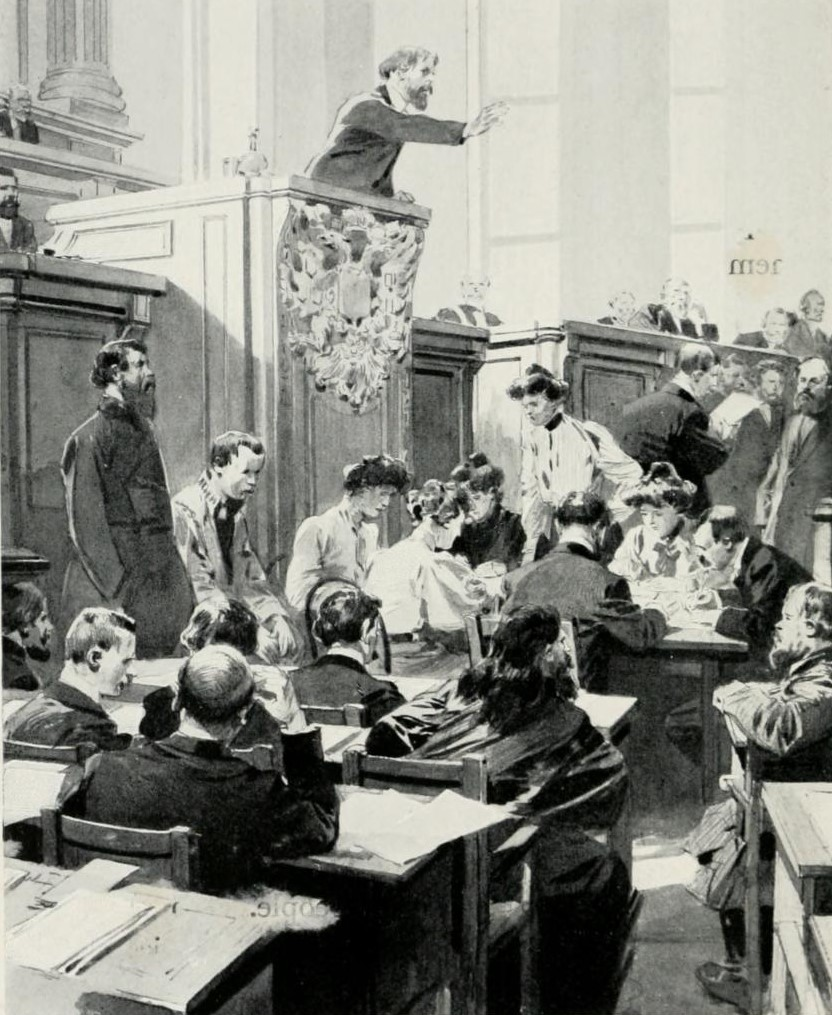
Оратор в Государственной думе
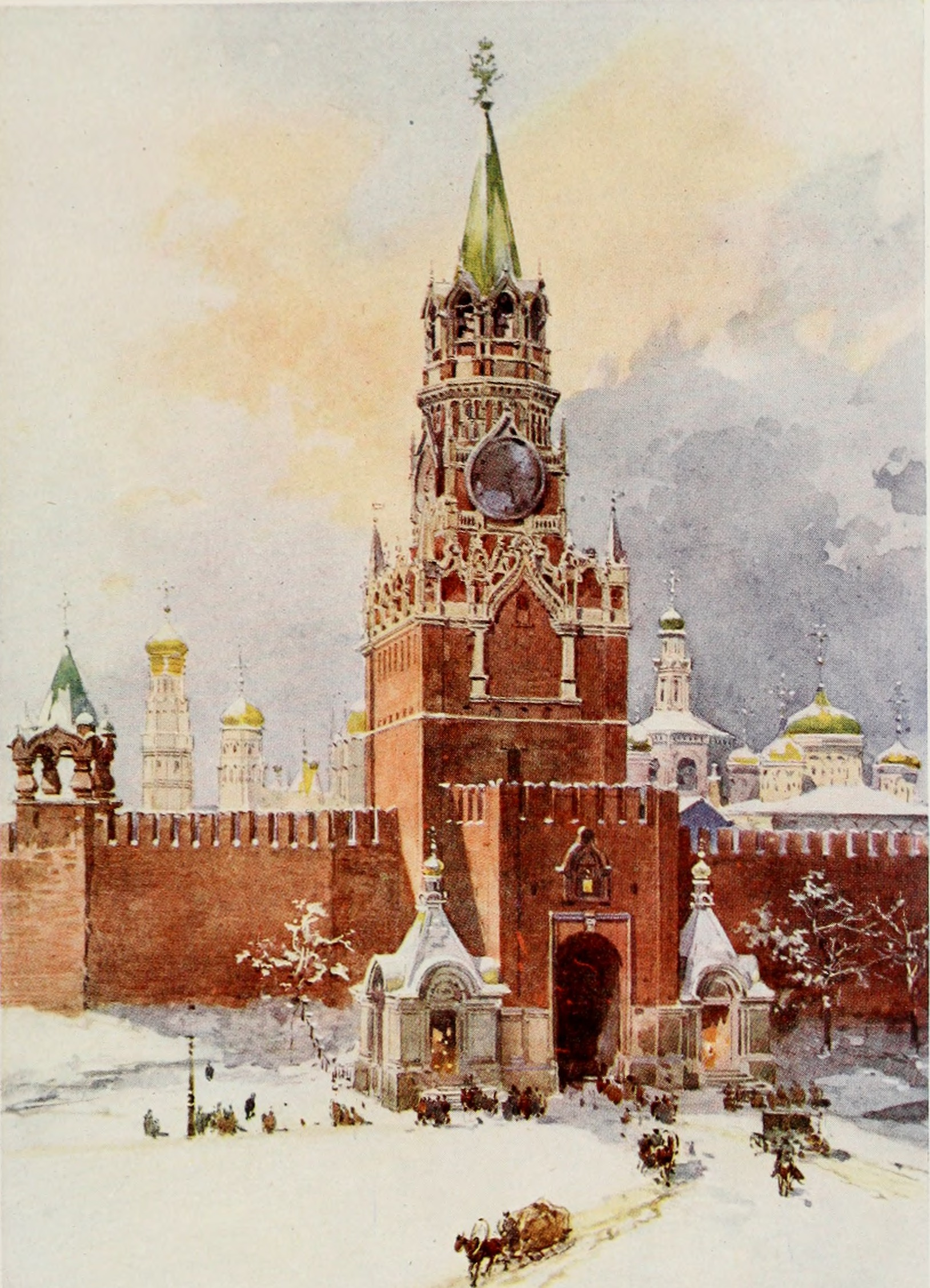
Спасская башня (с парными часовнями)
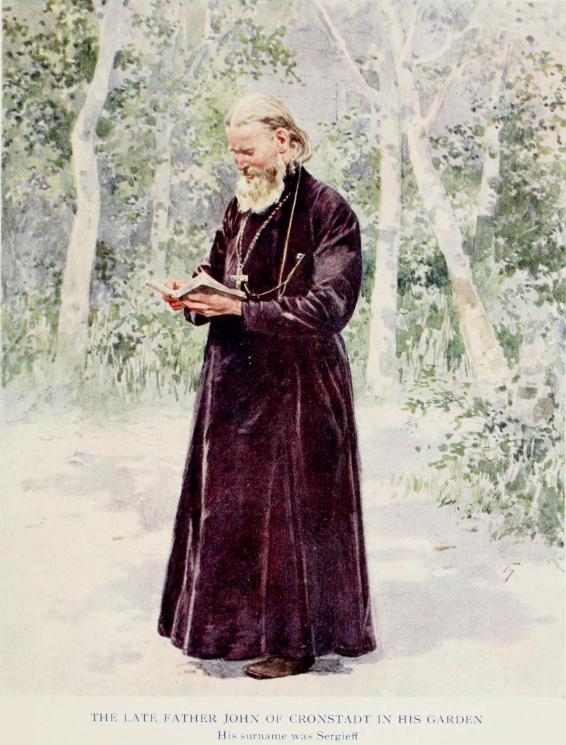
Отец Иоанн Кронштадтский в своём саду
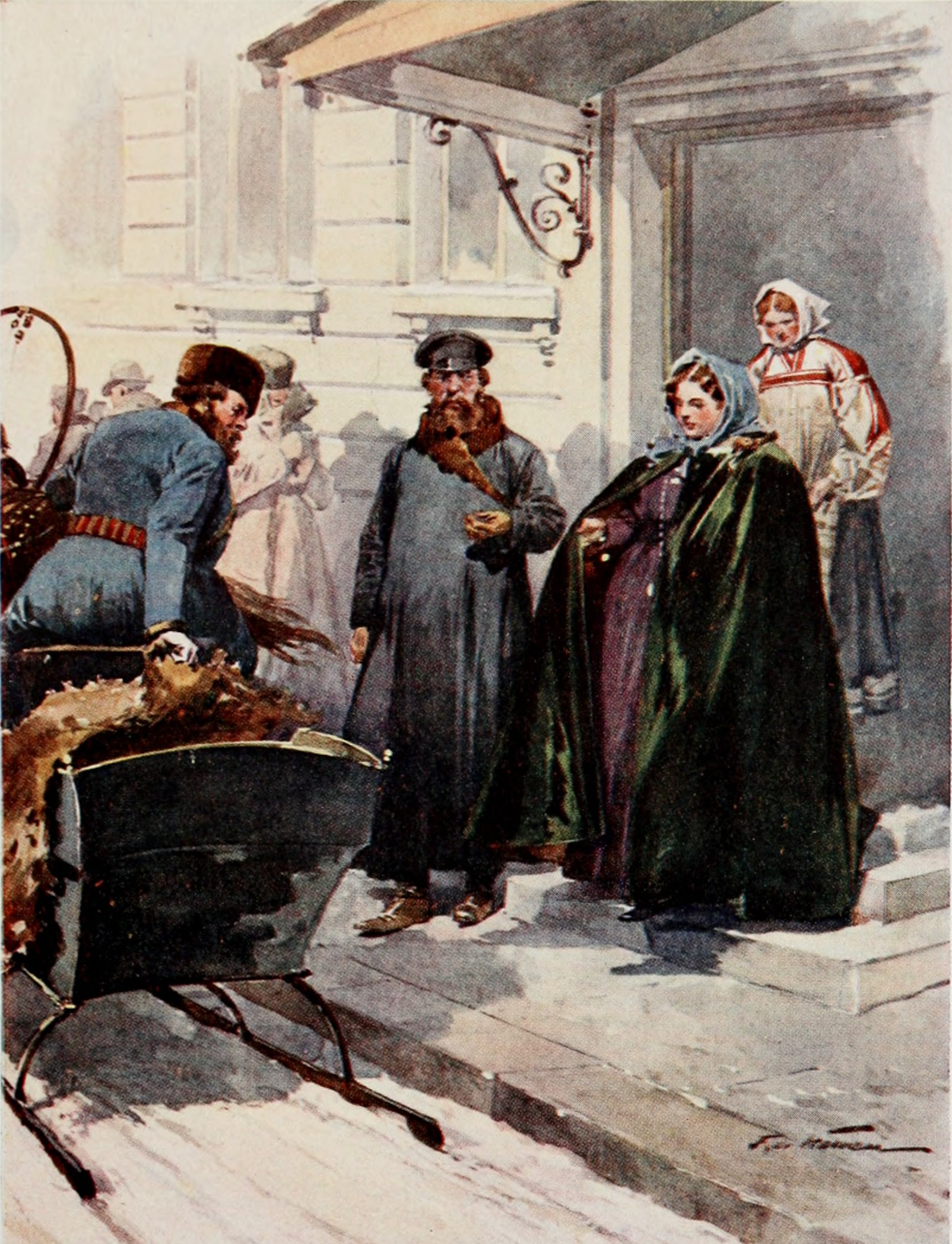
Богатый московский купец с женой
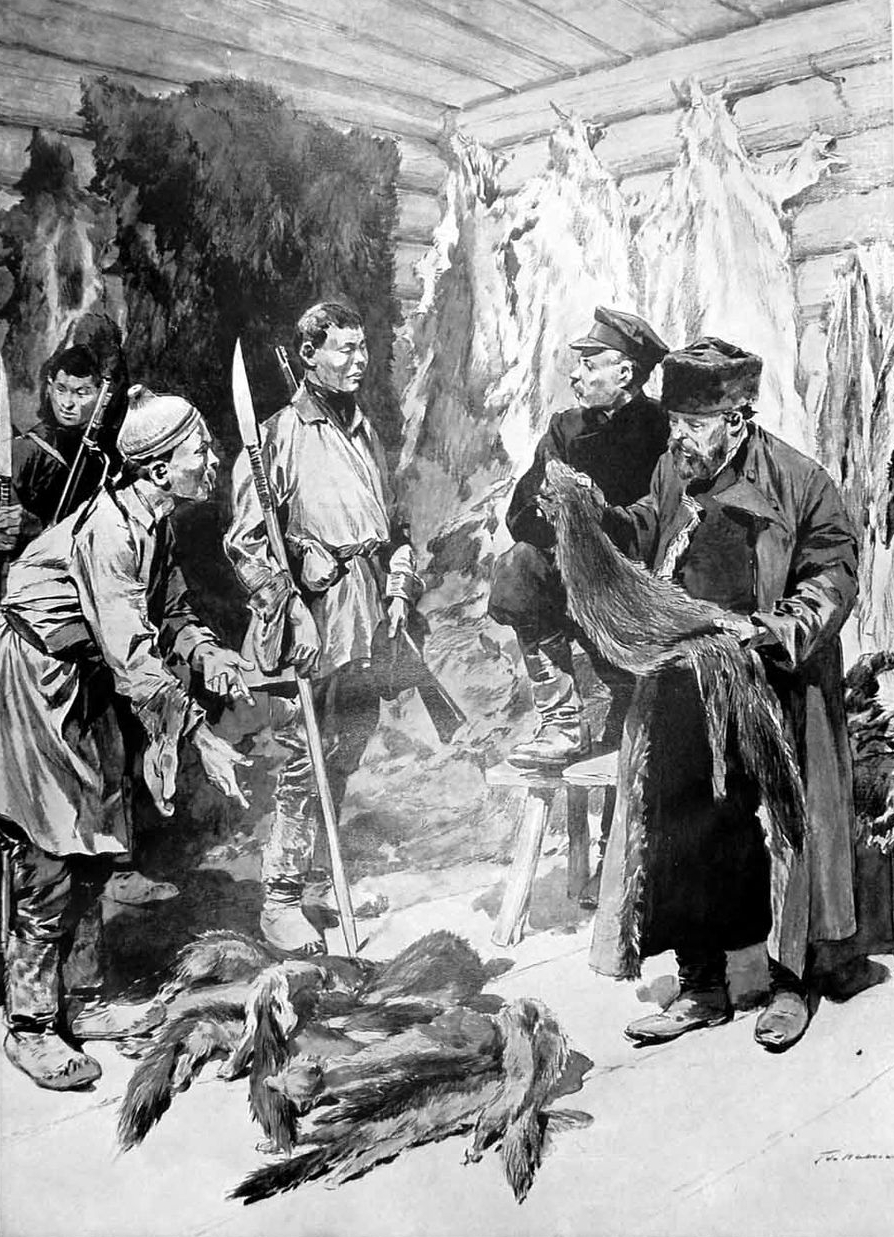
Якутские тунгусы продают меха русскому купцу
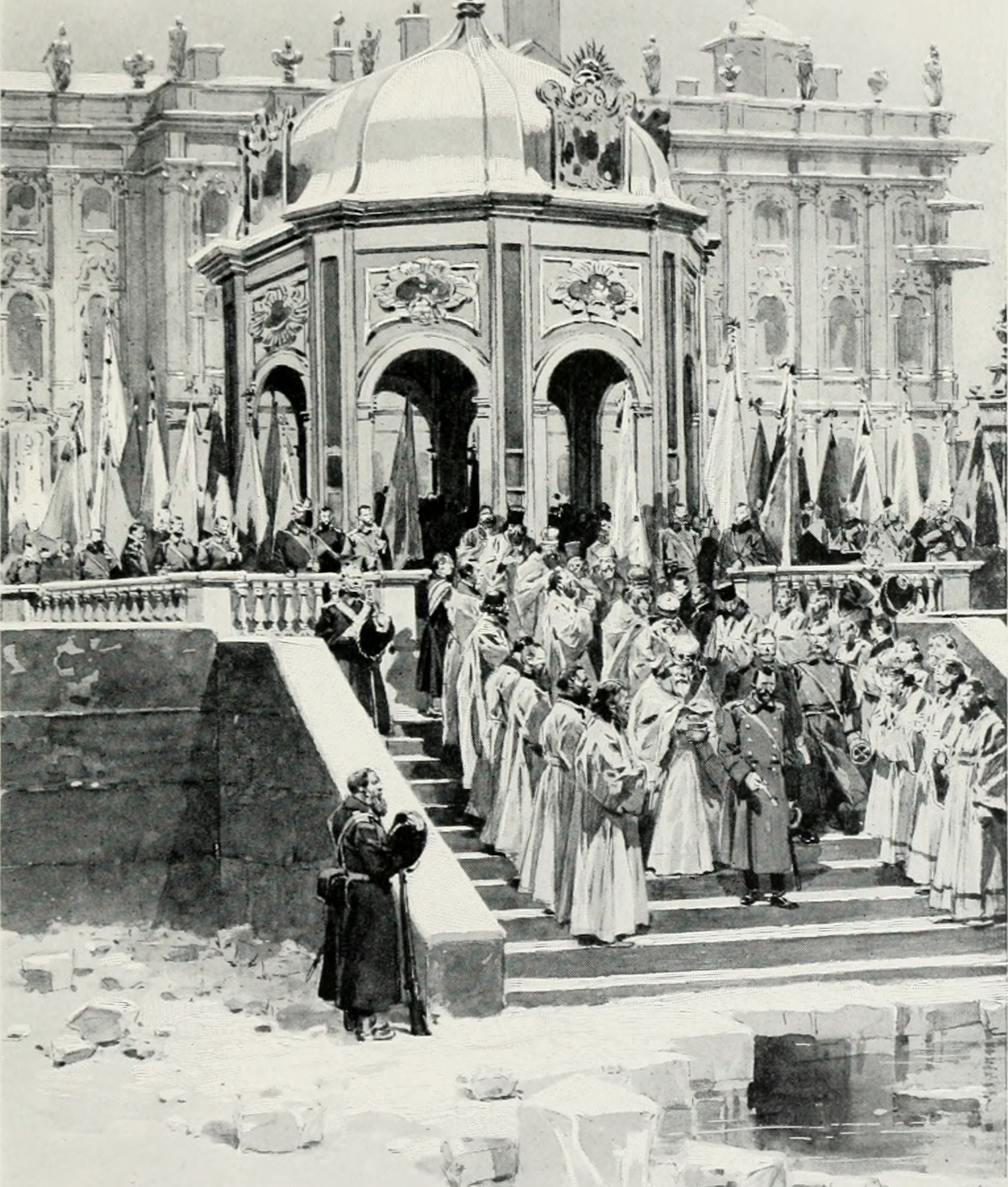
Императорская крещенская прорубь на Неве
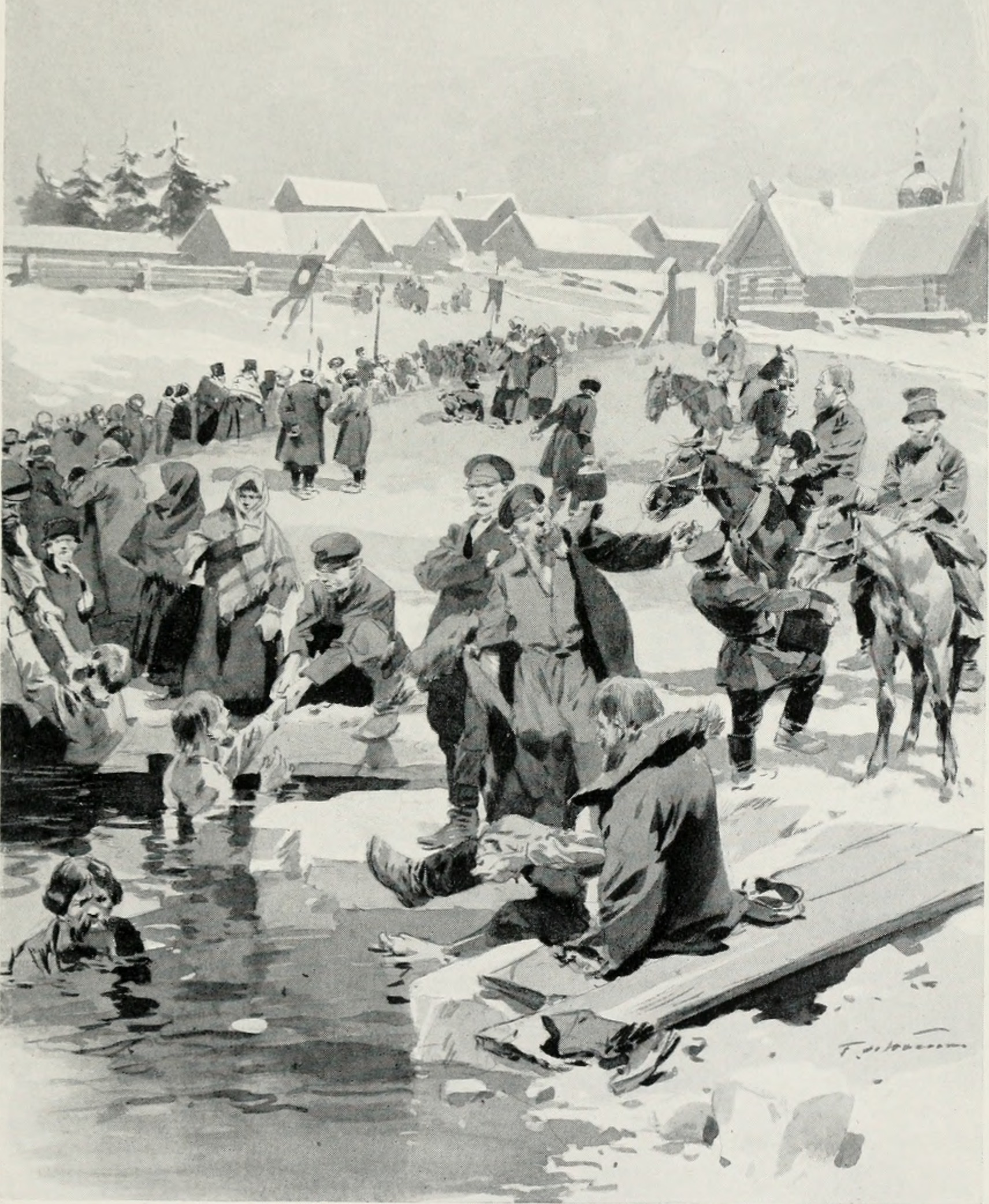
Крещенская прорубь на Волге
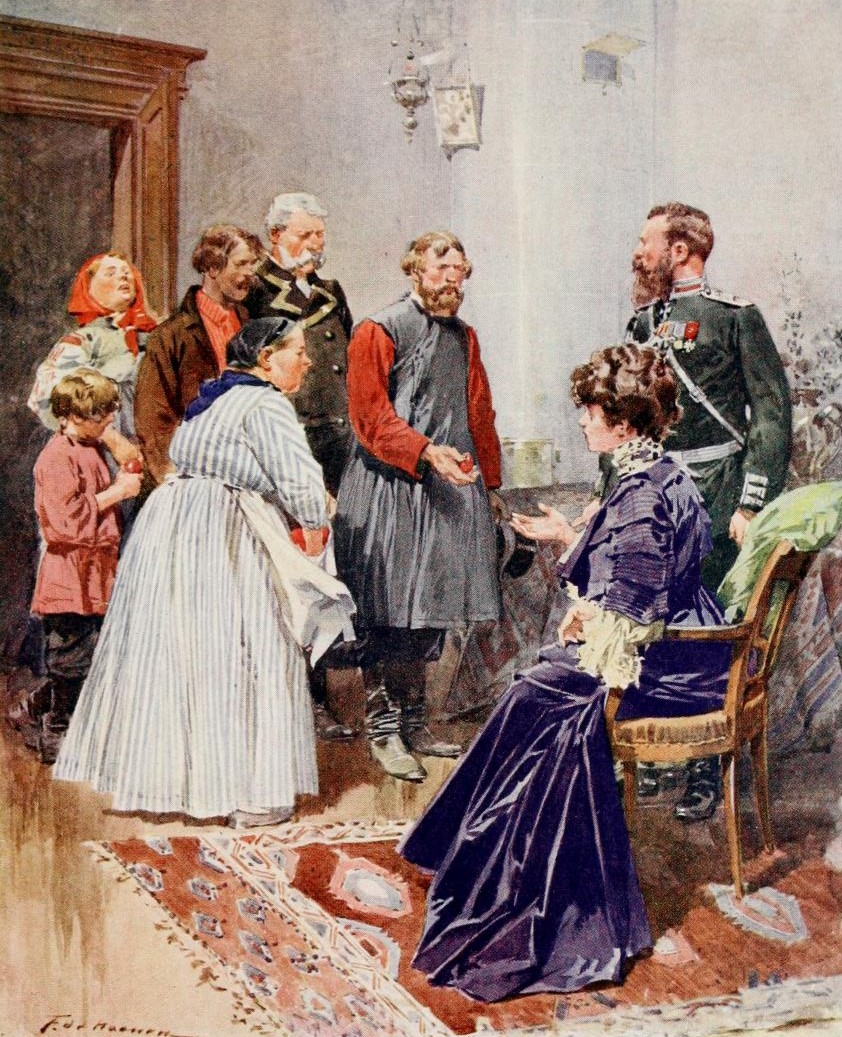
Пасха. Слуги дарят пасхальные яйца хозяевам дома
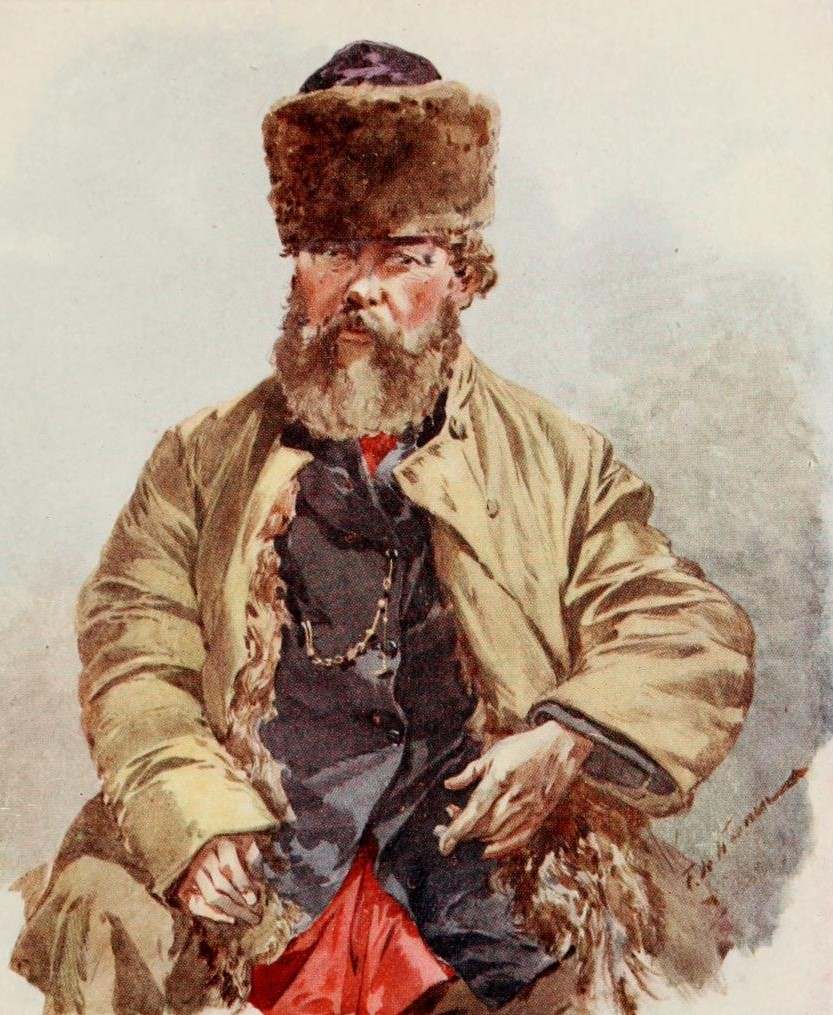
Лопухин Виктор Александрович губернатор  Тульской губернии
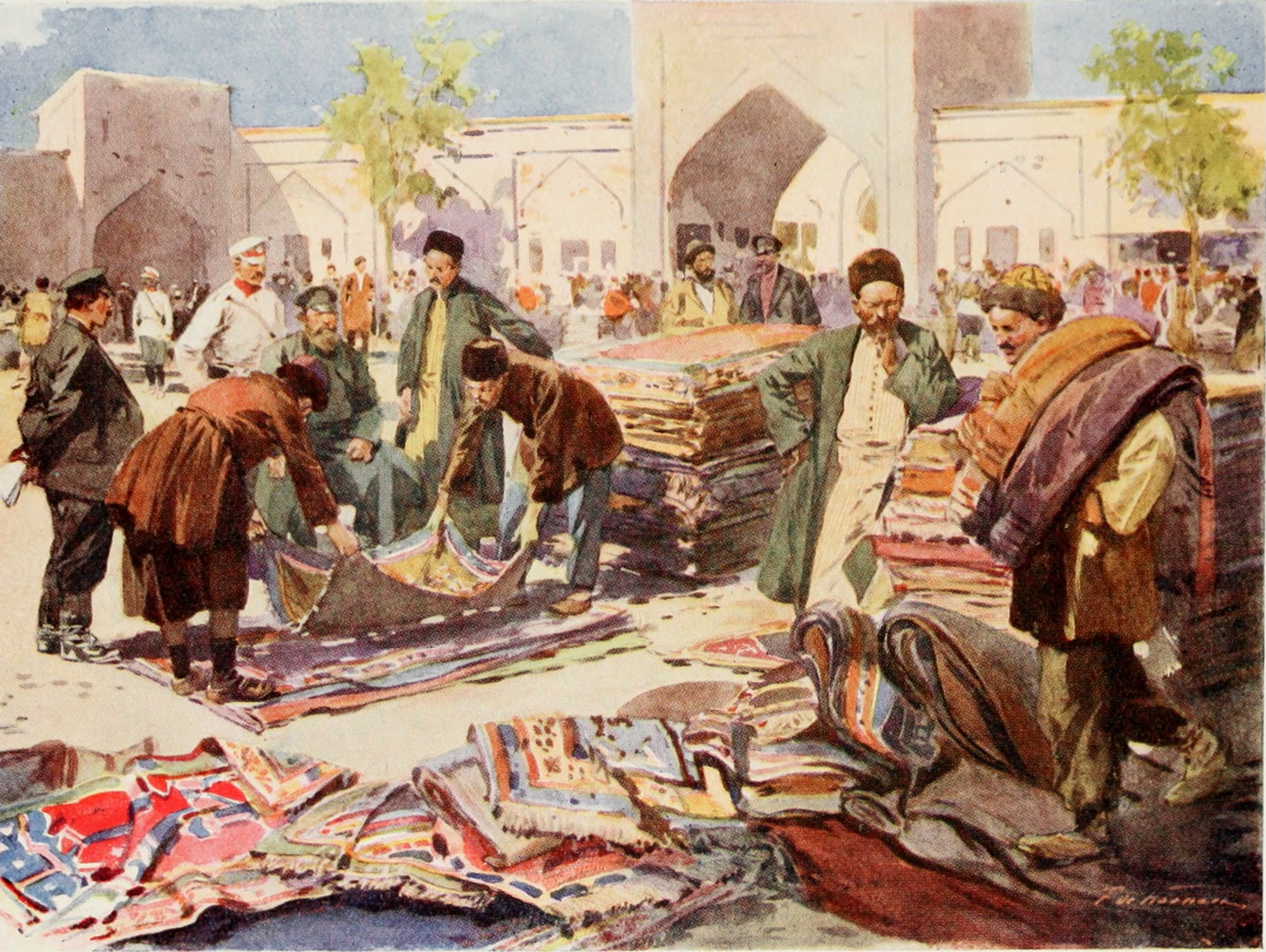
Торговля коврами в Астрахани
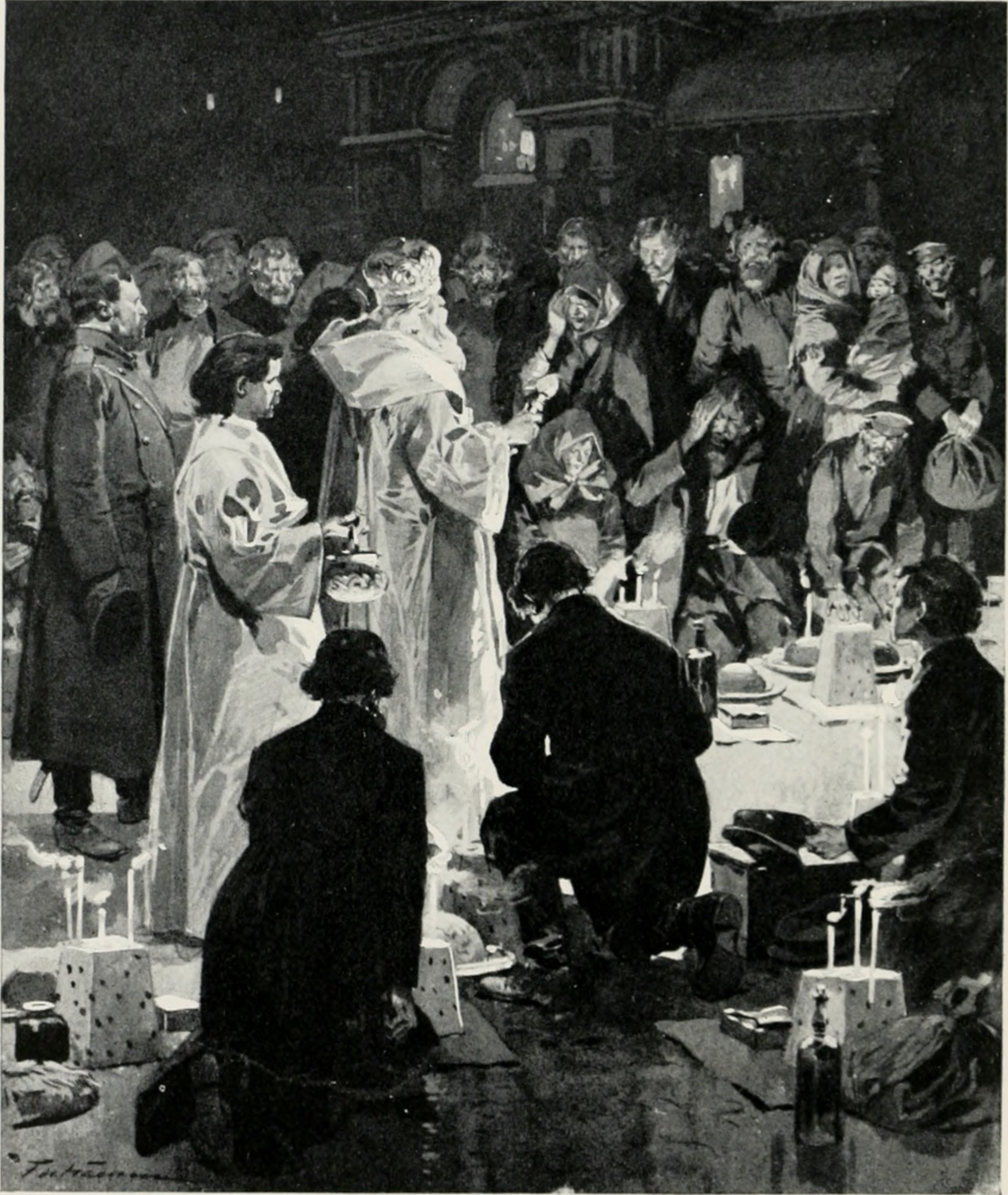
Освящение куличей на Пасху
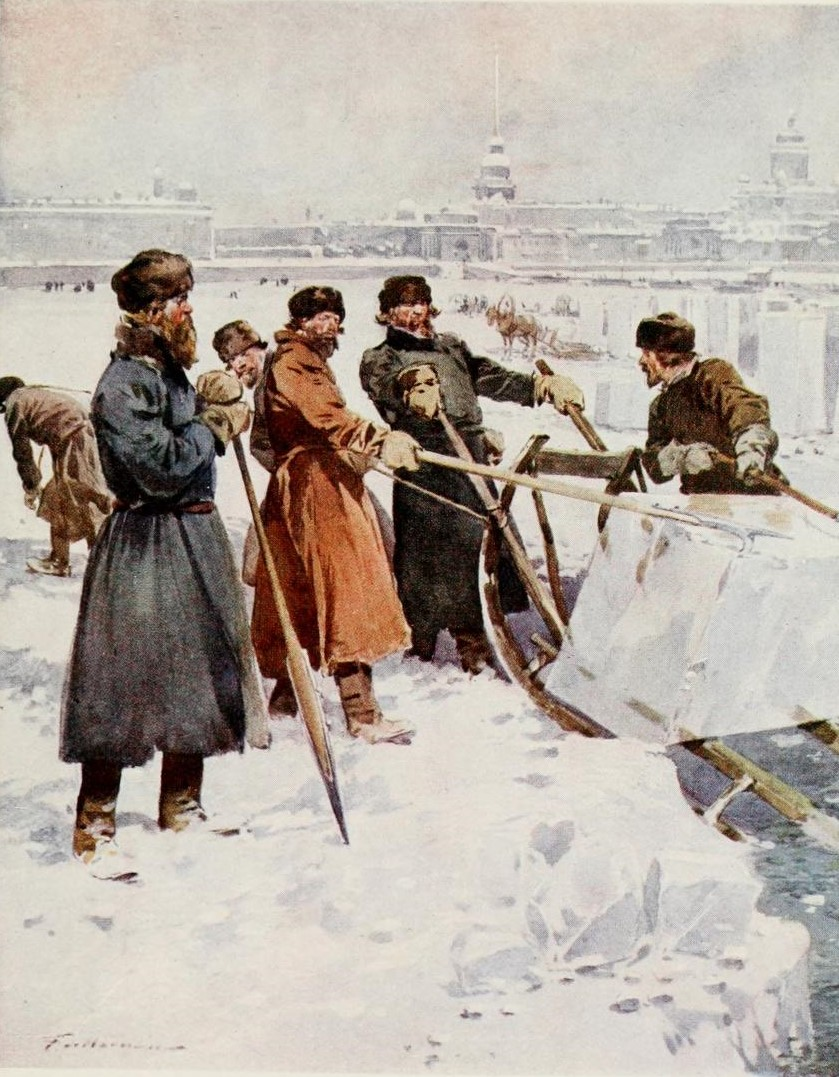
Колка льда на Неве
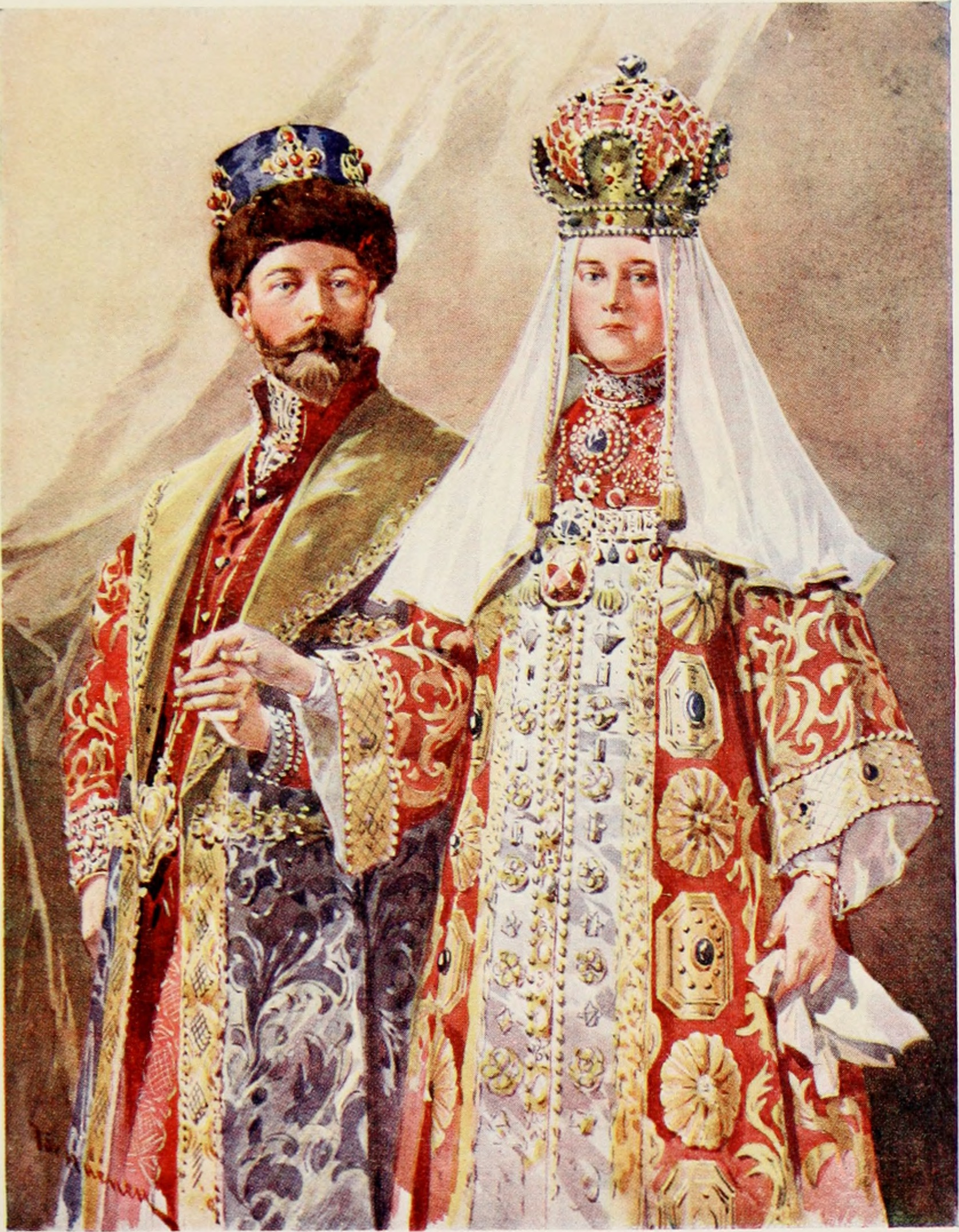
Император Николай II и императрица в старинных  костюмах